# Le Bidon d'or
Pour plus de détails, voir Fiche technique et Distribution.
Le Bidon d'or est un film français réalisé par Christian-Jaque, sorti en 1932. 
C'est son premier film en tant que réalisateur.  C'est aussi le dernier film tourné par René Poyen.

## Synopsis
Un camelot, poursuivi par la justice, trouve refuge dans un garage et y retrouve un ancien camarade devenu mécanicien. Comme il ressemble à un pilote automobile, il se retrouve forcé de s'installer au volant d'une voiture devant participer à une course, mais ne sachant pas conduire, il se retrouve bon dernier.

## Fiche technique
- Réalisation : Christian-Jaque
- Scénario : Jean Kolb, Noël Renard
- Directeurs de la photographie : Émile Pierre, Lucien Hayer
- Son : Marcel Wendling
- Directeur de production : André E. Algazy
- Société de production : Productions André Hugon
- Pays d'origine :  France
- Format :  Noir et blanc - 1,37:1 - 35 mm - son mono
- Genre : Comédie
- Durée : 75 minutes
- Date de sortie : 
  - France - 9 septembre 1932
- Affiche : Roger Cartier (France)

## Distribution
- Raymond Cordy : Boulot
- Marc Dantzer : Paul Ponthier
- Simone Bourday : Ginette
- Nicole Martel : Barbara
- Pierre Dac : Vézinet
- Gatel : Rastignac
- Hubert Daix : Le mécano
- Weiss : L'agent
- Jean Kolb : Michelon
- René Poyen